# Päpstliche Theologische Fakultät von Sizilien
Die Päpstliche Theologische Fakultät von Sizilien „Johannes der Evangelist“ (italienisch Pontificia facoltà teologica di Sicilia “San Giovanni Evangelista”) ist eine Hochschule der römisch-katholischen Kirche in Palermo, Sizilien, Italien. 
Sie ist eine universitäre Einrichtung für Theologie, die theologische Baccalauréat-, Lizenziat- und Doktorgrade anbietet und diese akademischen Grade an Laien und Geistliche sowie Ordensangehörige verleiht. 
Die Fakultät wurde 1980 durch die Kongregation für das Katholische Bildungswesen des Heiligen Stuhls gegründet. Die Aufnahme der Lehrtätigkeit fand am 1. Oktober 1981 gemäß den Statuten der apostolischen Verfassung Sapientia christiana in den Abteilungen statt:
- Bibelstudien (DSB)
- Theologie der Religionen (DTR)
- Abteilung für Seelsorge (DSP)

Das Höhere Institut für Religionswissenschaften (ISSR) ist in der Fakultät aktiv.
Das Theologische Studium von San Paolo mit Sitz in Catania ist seit 1990 der Theologischen Fakultät von Siziliens angeschlossen.